# Europese kampioenschappen judo 1994
De Europese kampioenschappen judo 1994 waren de achtste gezamenlijke editie van de Europese kampioenschappen judo en werden gehouden in Gdansk, van donderdag 19 mei tot en met zondag 22 mei 1994.

## Deelnemers

### Nederland
De Judo Bond Nederland (JBN) vaardigde elf judoka's af naar de titelstrijd in Polen.
Mannen
–60 kg — Geen deelnemer
–65 kg — Boudewijn Caspari
–71 kg — Ferenc Arts
–78 kg — Mark Huizinga
–86 kg — Roy Poels
–95 kg — Ben Sonnemans
+95 kg — Geen deelnemer
Open klasse — Geen deelnemer
Vrouwen
–48 kg — Geen deelneemster
–52 kg — Geen deelneemster
–56 kg — Jessica Gal
–61 kg — Jenny Gal
–66 kg — Claudia Zwiers
–72 kg — Karin Kienhuis
+72 kg — Angelique Seriese
Open klasse — Monique van der Lee

## Resultaten

### Mannen
| Gewichtsklasse | Goud                | Zilver              | Brons                                  |
| -------------- | ------------------- | ------------------- | -------------------------------------- |
| – 60 kg        | Girolamo Giovinazzo | Nasim Gusseinov     | Franck Chambilly Giorgi Vazagashvili   |
| – 65 kg        | Vladimir Drachko    | Jaroslaw Lewak      | Benoît Campargue Salim Abanoz          |
| – 71 kg        | Sergey Kosmynin     | Patrick Rosso       | Bertalan Hajtós René Sporleder         |
| – 78 kg        | Ryan Birch          | Johan Laats         | Mark Huizinga Patrick Reiter           |
| – 86 kg        | Oleg Maltsev        | Vincenzo Carabetta  | Iveri Jikurauli Adrian Croitoru        |
| – 95 kg        | Paweł Nastula       | Raymond Stevens     | Dmitri Sergeyev Mike Hax               |
| + 95 kg        | David Douillet      | Rafał Kubacki       | Frank Möller Selim Tataroglu           |
| Open           | Laurent Crost       | Harry Van Barneveld | Alexander Davitashvili Evgeny Pechurov |

### Vrouwen
| Gewichtsklasse | Goud                | Zilver               | Brons                                 |
| -------------- | ------------------- | -------------------- | ------------------------------------- |
| – 48 kg        | Yolanda Soler       | Sylvie Meloux        | Justina Pinheiro Tatyana Kuvshinova   |
| – 52 kg        | Ewa-Larysa Krause   | Alessandra Giungi    | Deborah Allan Alexa Von Schwichow     |
| – 56 kg        | Jessica Gal         | Nicola Fairbrother   | Magali Baton Ursula Myren             |
| – 61 kg        | Gella Vandecaveye   | Diane Bell           | Miriam Blasco Miroslava Janosikova    |
| – 66 kg        | Rowena Sweatman     | Anneliese Anglberger | Radka Stusakova Claudia Zwiers        |
| – 72 kg        | Ulla Werbrouck      | Estha Essombe        | Cristina Curto Kate Howey             |
| + 72 kg        | Angelique Seriese   | Beata Maksymow       | Svetlana Gundarenko Raquel Barrientos |
| Open           | Monique van der Lee | Christine Cicot      | Beata Maksymow Irina Rodina           |

## Medaillespiegel
| Plaats | Land                | Goud | Zilver | Brons | Totaal |
| 1      | Rusland             | 3    | 0      | 5     | 8      |
| 2      | Nederland           | 3    | 0      | 2     | 5      |
| 3      | Frankrijk           | 2    | 5      | 3     | 10     |
| 4      | Verenigd Koninkrijk | 2    | 3      | 2     | 7      |
| 5      | Polen               | 2    | 3      | 1     | 6      |
| 6      | België              | 2    | 2      | 0     | 4      |
| 7      | Italië              | 1    | 1      | 0     | 2      |
| 8      | Spanje              | 1    | 0      | 3     | 4      |
| 9      | Duitsland           | 0    | 3      | 3     | 6      |
| 10     | Oostenrijk          | 0    | 1      | 1     | 2      |
| 11     | Azerbeidzjan        | 0    | 1      | 0     | 1      |
| 12     | Georgië             | 0    | 0      | 3     | 3      |
| 13     | Hongarije           | 0    | 0      | 2     | 2      |
| 13     | Turkije             | 0    | 0      | 2     | 2      |
| 16     | Tsjechië            | 0    | 0      | 1     | 1      |
| 16     | Portugal            | 0    | 0      | 1     | 1      |
| 16     | Roemenië            | 0    | 0      | 1     | 1      |
| 16     | Slowakije           | 0    | 0      | 1     | 1      |
| 16     | Zweden              | 0    | 0      | 1     | 1      |
| Totaal | Totaal              | 16   | 16     | 32    | 64     |